# Соколово (Верхнеднепровский район)
Соколово (укр. Соколове) — село,
Дмитровский сельский совет,
Верхнеднепровский район,
Днепропетровская область,
Украина.
Код КОАТУУ — 1221084110. Население по переписи 2001 года составляло 5 человек.

## Географическое положение
Село Соколово находится на расстоянии в 1 км от села Новоанновка.